# Basedowena olgana
Basedowena olgana är en snäckart som beskrevs av Alan Solem 1993. Basedowena olgana ingår i släktet Basedowena och familjen Camaenidae. Inga underarter finns listade i Catalogue of Life.